# Byasa adamsoni
Byasa adamsoni är en fjärilsart som först beskrevs av Grose-smith 1886.  Byasa adamsoni ingår i släktet Byasa och familjen riddarfjärilar. Inga underarter finns listade i Catalogue of Life.

## Bildgalleri

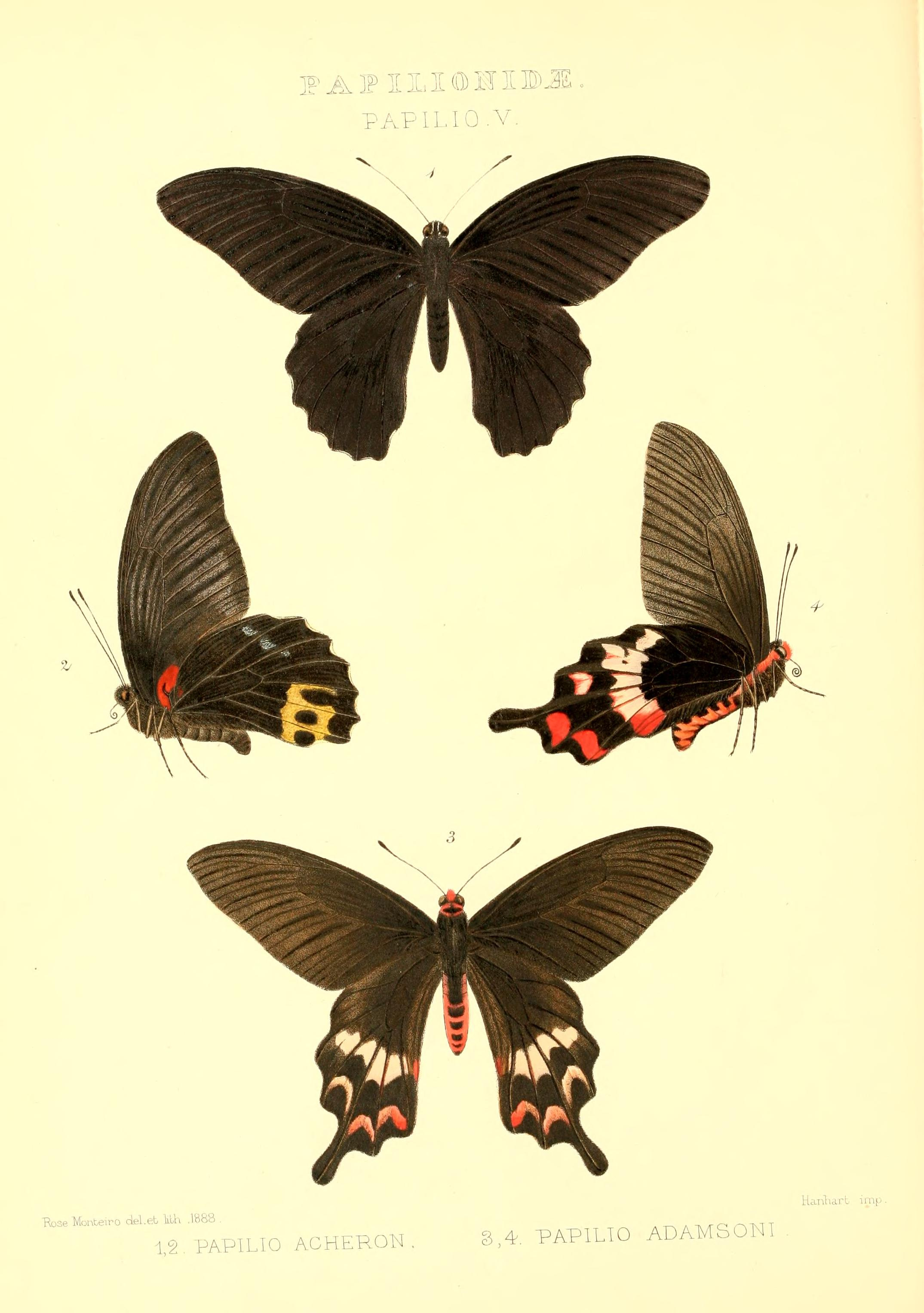